# Badou Zaki
Zaki Badou (Sidi Kacem, 2 aprile 1959) è un allenatore di calcio ed ex calciatore marocchino.

## Caratteristiche tecniche
Aveva un'ottima presa e senso della posizione.

## Carriera

### Giocatore
Giocò la Coppa del mondo 1986. Fu nominato Calciatore africano dell'anno nel 1986.

### Nazionale
È stato il c.t. del Marocco dal 2002 al 2005, e dal 2 maggio 2014 al 10 febbraio 2016.

## Palmarès

### Giocatore

#### Club
- Campionato marocchino: 2

Wydad Casablanca: 1978, 1986
- Coppa del Marocco: 3

Wydad Casablanca: 1978, 1979, 1981

#### Individuale
- 1979: Miglior sportivo marocchino dell'anno
- 1981: Miglior sportivo marocchino dell'anno
- 1986: Calciatore africano dell'anno
- 1986: Miglior calciatore marocchino dell'anno
- 1986: Miglior sportivo marocchino dell'anno
- 1988: Miglior sportivo marocchino dell'anno
- 1988: Miglior portiere nella Liga spagnola (canale TVE)
- 1989: Miglior Portiere in 2ª divisione spagnola (Zamora Trophy)
- 1989: Miglior portiere nella Liga spagnola (canale TVE)
- 1990: Miglior portiere nella Liga spagnola (canale TVE)
- Miglior portiere arabo del xx° secolo
- Miglior portiere africano del xx° secolo

### Allenatore

#### Club
- Campionato marocchino: 2

Wydad Casablanca: 2010
IR Tanger: 2017-2018
- Coppa del Marocco: 1

Wydad Casablanca: 2000

#### Individuale
- 2005: Miglior allenatore arabo dell'anno